# نيل روس (لاعب كرة قدم)
نيل روس (بالإنجليزية: Neil Ross)‏ (10 أغسطس 1982 بويست بروميتش في المملكة المتحدة - ) هو لاعب كرة قدم بريطاني في مركز الهجوم. لعب مع ستوكبورت كونتي وليدز يونايتد وماكليسفيلد تاون ونادي بريستول روفيرز ونادي هاليفاكس تاون وBuxton F.C. ‏ وIlkeston F.C. ‏ وHarrogate Railway Athletic F.C. ‏ وأوست تاون ‏ ونورثويتش فيكتوريا وAlfreton Town F.C. ‏ ونادي تاموورث وإيكستون تاون ‏ وإف سي هاليفاكس تاون ونادي برادفورد بارك أفنيو.

## وصلات خارجية
- نيل روس على موقع قاعدة بيانات كرة القدم.إي يو (الإنجليزية)
- نيل روس على موقع Soccerbase.com (لاعب) (الإنجليزية)